# Сату-Ноу (Урекешть, Бакеу)
Сату-Ноу (рум. Satu Nou) — село у повіті Бакеу в Румунії. Входить до складу комуни Урекешть.
Село розташоване на відстані 201 км на північ від Бухареста, 49 км на південь від Бакеу, 122 км на південь від Ясс, 110 км на північний захід від Галаца, 121 км на північний схід від Брашова.

## Населення
За даними перепису населення 2002 року у селі проживали 392 особи.
Національний склад населення села:
| Національність | Кількість осіб | Відсоток |
| -------------- | -------------- | -------- |
| румуни         | 383            | 97,7%    |
| цигани         | 9              | 2,3%     |

Рідною мовою назвали:
| Мова      | Кількість осіб | Відсоток |
| --------- | -------------- | -------- |
| румунську | 383            | 97,7%    |
| циганську | 9              | 2,3%     |